# مجمع آکادمی‌های اروپایی
مجمع آکادمی‌های اروپایی (انگلیسی: All European Academies) که با لوگوی رسمی متشکل از حروف (ALLEA) نیز شناخته می‌شود، یک فدراسیون با هدف گردآوری تمامی آکادمی‌های علوم و علوم انسانی در اروپاست. این فدراسیون در سال ۱۹۹۴ میلادی تأسیس شد و بیش از ۵۰ آکادمی علوم و انجمن‌های دانش آموختگان را از بیش از ۴۰ کشور عضو شورای اروپا در خود سازمان می‌دهد.
از ماه مه ۲۰۱۸، رئیس این فدراسیون آنتونیو لوپرینو است. فدراسیون آکادمی‌های اروپایی از طریق حق‌الزحمه سالانه آکادمی‌های عضو خود تأمین مالی می‌شود و کاملاً مستقل از تمایلات سیاسی، مذهبی، تجاری یا ایدئولوژیک فعالیت می‌کند. دبیرخانه فدراسیون بر اساس محل آکادمی علوم و علوم انسانی در برلین واقع شده است.

## یادداشت
1. ↑  آنتونیو لوپرینو (انگلیسی: Antonio Loprieno متولد سال ۱۹۵۵ میلادی در باری (ایتالیا) یک مصرشناس ایتالیایی سوئیسی است. او همچنین استاد تاریخ در دانشگاه بازل است.[۱]
2. ↑  Krista Varantola